# Betws Cedewain
Betws Cedewain är en community i Storbritannien. Den ligger i kommunen Powys och riksdelen Wales, i den södra delen av landet, 240 km nordväst om huvudstaden London. Community hade 445 invånare år 2011.
Huvudbyn heter Bettws Cedewain.